# Saint-Symphorien-d'Ancelles
Pour les articles homonymes, voir Saint-Symphorien.
Saint-Symphorien-d'Ancelles est une commune française située dans le département de Saône-et-Loire, en région Bourgogne-Franche-Comté.

## Géographie

### Climat
Pour des articles plus généraux, voir Climat de la Bourgogne-Franche-Comté et Climat de Saône-et-Loire.
En 2010, le climat de la commune est de type climat océanique dégradé des plaines du Centre et du Nord, selon une étude du Centre national de la recherche scientifique s'appuyant sur une série de données couvrant la période 1971-2000. En 2020, Météo-France publie une typologie des climats de la France métropolitaine dans laquelle la commune est dans une zone de transition entre le climat semi-continental et le climat de montagne et est dans la région climatique Bourgogne, vallée de la Saône, caractérisée par un bon ensoleillement (1 900 h/an), un été chaud (18,5 °C), un air sec au printemps et en été et des vents faibles.
Pour la période 1971-2000, la température annuelle moyenne est de 11,8 °C, avec une amplitude thermique annuelle de 18 °C. Le cumul annuel moyen de précipitations est de 849 mm, avec 9,8 jours de précipitations en janvier et 7,1 jours en juillet. Pour la période 1991-2020, la température moyenne annuelle observée sur la station météorologique de Météo-France la plus proche, « Vauxrenard », sur la commune de Vauxrenard à 10 km à vol d'oiseau, est de 9,8 °C et le cumul annuel moyen de précipitations est de 1 003,5 mm. 
La température maximale relevée sur cette station est de 34,8 °C, atteinte le 24 juillet 2019 ; la température minimale est de −15,4 °C, atteinte le 7 février 2012,,.
Les paramètres climatiques de la commune ont été estimés pour le milieu du siècle (2041-2070) selon différents scénarios d'émission de gaz à effet de serre à partir des nouvelles projections climatiques de référence DRIAS-2020. Ils sont consultables sur un site dédié publié par Météo-France en novembre 2022.

## Urbanisme

### Typologie
Au 1er janvier 2024, Saint-Symphorien-d'Ancelles est catégorisée bourg rural, selon la nouvelle grille communale de densité à sept niveaux définie par l'Insee en 2022.
Elle appartient à l'unité urbaine de Mâcon, une agglomération inter-régionale regroupant 16  communes, dont elle est une commune de la banlieue,,. Par ailleurs la commune fait partie de l'aire d'attraction de Mâcon, dont elle est une commune de la couronne,. Cette aire, qui regroupe 105 communes, est catégorisée dans les aires de 50 000 à moins de 200 000 habitants,.

### Occupation des sols
L'occupation des sols de la commune, telle qu'elle ressort de la base de données européenne d’occupation biophysique des sols Corine Land Cover (CLC), est marquée par l'importance des territoires agricoles (79,3 % en 2018), une proportion sensiblement équivalente à celle de 1990 (79,6 %). La répartition détaillée en 2018 est la suivante : terres arables (37,5 %), prairies (33,3 %), zones urbanisées (11,1 %), eaux continentales (9,6 %), zones agricoles hétérogènes (7,8 %), cultures permanentes (0,7 %). L'évolution de l’occupation des sols de la commune et de ses infrastructures peut être observée sur les différentes représentations cartographiques du territoire : la carte de Cassini (XVIIIe siècle), la carte d'état-major (1820-1866) et les cartes ou photos aériennes de l'IGN pour la période actuelle (1950 à aujourd'hui).

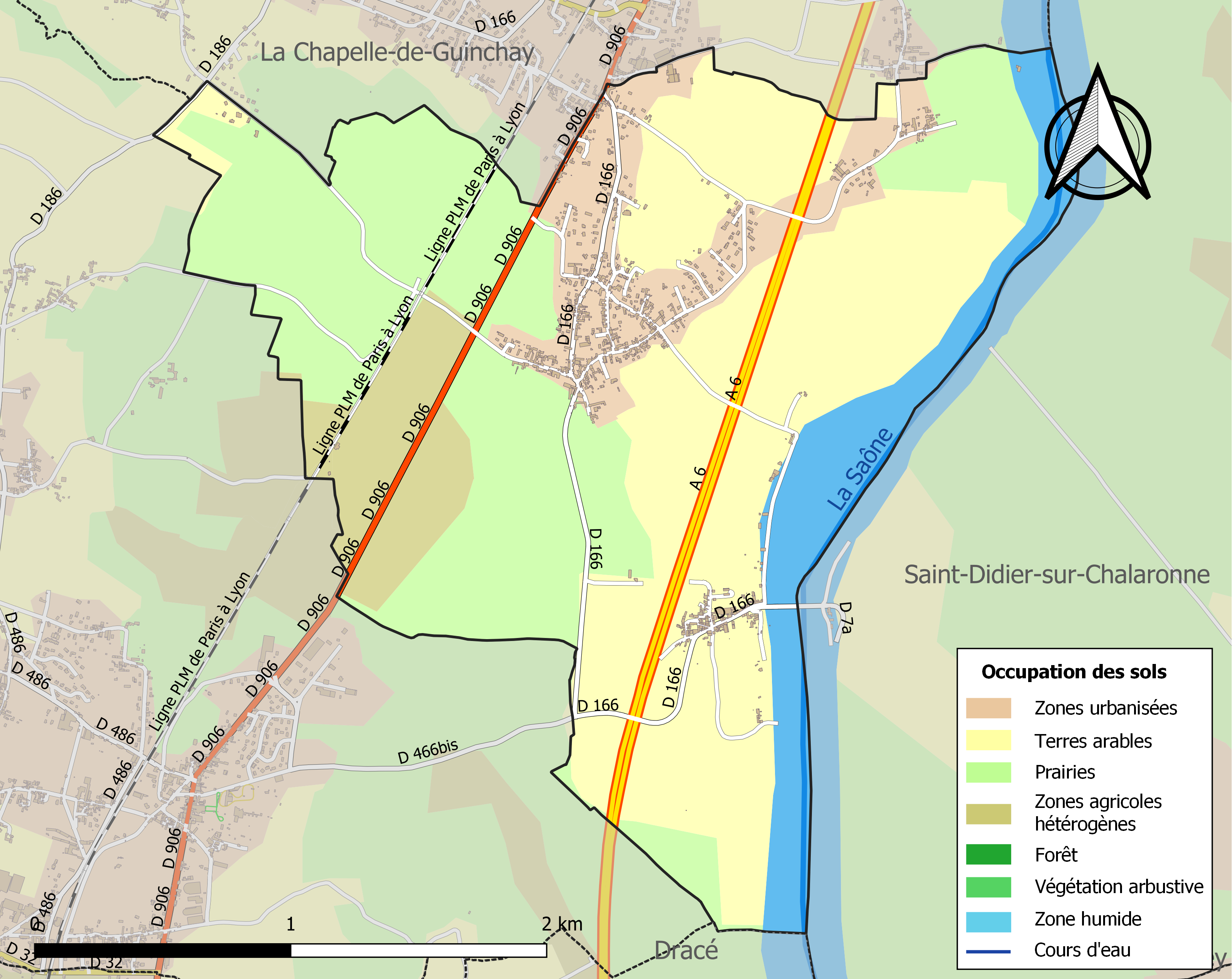
Carte des infrastructures et de l'occupation des sols de la commune en 2018 (CLC).

## Toponymie
Historiquement, une ancelle (ancilla) est une petite anse.

## Histoire
La commune de Saint-Symphorien-d'Ancelles a marqué l'histoire de France, au moment charnière de la fondation du royaume de France. Le fils de l'empereur Charlemagne, Louis le Débonnaire, décida de ne pas le léguer à son fils aîné Lothaire mais de le partager avec ses autres fils selon la coutume franque. Ses fils Louis et Charles se liguèrent contre leur aîné Lothaire qui contestait cette partition et le battirent lors de la bataille de Fontenoy en 841.
Quand les trois frères ennemis décidèrent de négocier en juin 842, ils choisirent l'île d'Ancelles qui était considérée comme terrain neutre, les deux armées se faisant face sur les deux rives de la Saône. Cette négociation prit le nom de Diète Impériale de Saint Romain des Îles et aboutit au partage de l'Empire carolingien en trois royaumes attribués aux trois fils survivants de Louis le Débonnaire, Charles le Chauve, Lothaire et Louis le Germanique lors de la signature du traité de Verdun en août 843. Ce sera l'un des principaux actes fondateurs de ce qui deviendra la France. Le texte du traité a été perdu.
Saint-Romain-des-Îles et Saint-Symphorien-d'Ancelles sont deux villages qui se sont réunis en 1975 pour n’en former plus qu’un, tout en conservant toutefois leurs identités.
| Période                                  | Période   | Identité              | Étiquette | Qualité                                |
| ---------------------------------------- | --------- | --------------------- | --------- | -------------------------------------- |
| avant 1981                               | ?         | Jean Rey              | PS        |                                        |
| avant 1995                               | ?         | Bernard Jarsaillon    | DVD       |                                        |
| 1995                                     | 2014      | Edmond Gelin          |           | Maire délégué de Saint-Romain-des-Îles |
| mars 2001                                | mars 2017 | Jean-Bernard Reyssier |           |                                        |
| mars 2017                                | en cours  | Sophie Chamoulaud     |           |                                        |
| Les données manquantes sont à compléter. |           |                       |           |                                        |

## Population et société

### Démographie

Les vignobles du Mâconnais.

L'évolution du nombre d'habitants est connue à travers les recensements de la population effectués dans la commune depuis 1793. Pour les communes de moins de 10 000 habitants, une enquête de recensement portant sur toute la population est réalisée tous les cinq ans, les populations de référence des années intermédiaires étant quant à elles estimées par interpolation ou extrapolation. Pour la commune, le premier recensement exhaustif entrant dans le cadre du nouveau dispositif a été réalisé en 2005.

En 2022, la commune comptait 1 128 habitants, en évolution de −4,08 % par rapport à 2016 (Saône-et-Loire : −1,06 %, France hors Mayotte : +2,11 %).
| 1793 | 1800 | 1806 | 1821 | 1831 | 1836 | 1841 | 1846 | 1851 |
| ---- | ---- | ---- | ---- | ---- | ---- | ---- | ---- | ---- |
| 583  | 621  | 662  | 719  | 731  | 818  | 839  | 900  | 955  |

| 1856 | 1861 | 1866 | 1872 | 1876 | 1881 | 1886 | 1891 | 1896 |
| ---- | ---- | ---- | ---- | ---- | ---- | ---- | ---- | ---- |
| 886  | 843  | 820  | 792  | 727  | 664  | 593  | 628  | 665  |

| 1901 | 1906 | 1911 | 1921 | 1926 | 1931 | 1936 | 1946 | 1954 |
| ---- | ---- | ---- | ---- | ---- | ---- | ---- | ---- | ---- |
| 656  | 623  | 532  | 477  | 454  | 438  | 466  | 453  | 539  |

| 1962 | 1968 | 1975 | 1982 | 1990 | 1999 | 2005 | 2006 | 2010  |
| ---- | ---- | ---- | ---- | ---- | ---- | ---- | ---- | ----- |
| 858  | 890  | 736  | 831  | 793  | 879  | 937  | 932  | 1 069 |

| 2015  | 2020  | 2022  | - | - | - | - | - | - |
| ----- | ----- | ----- | - | - | - | - | - | - |
| 1 177 | 1 132 | 1 128 | - | - | - | - | - | - |

## Cultes
Saint-Symphorien-d'Ancelles appartient à l'une des sept paroisses composant le doyenné de Mâcon (doyenné relevant du diocèse d'Autun) : la paroisse Notre-Dame-des-Vignes en Sud-Mâconnais, paroisse qui a son siège à La Chapelle-de-Guinchay et qui regroupe quatorze villages du Mâconnais.

## Culture locale et patrimoine

### Lieux et monuments

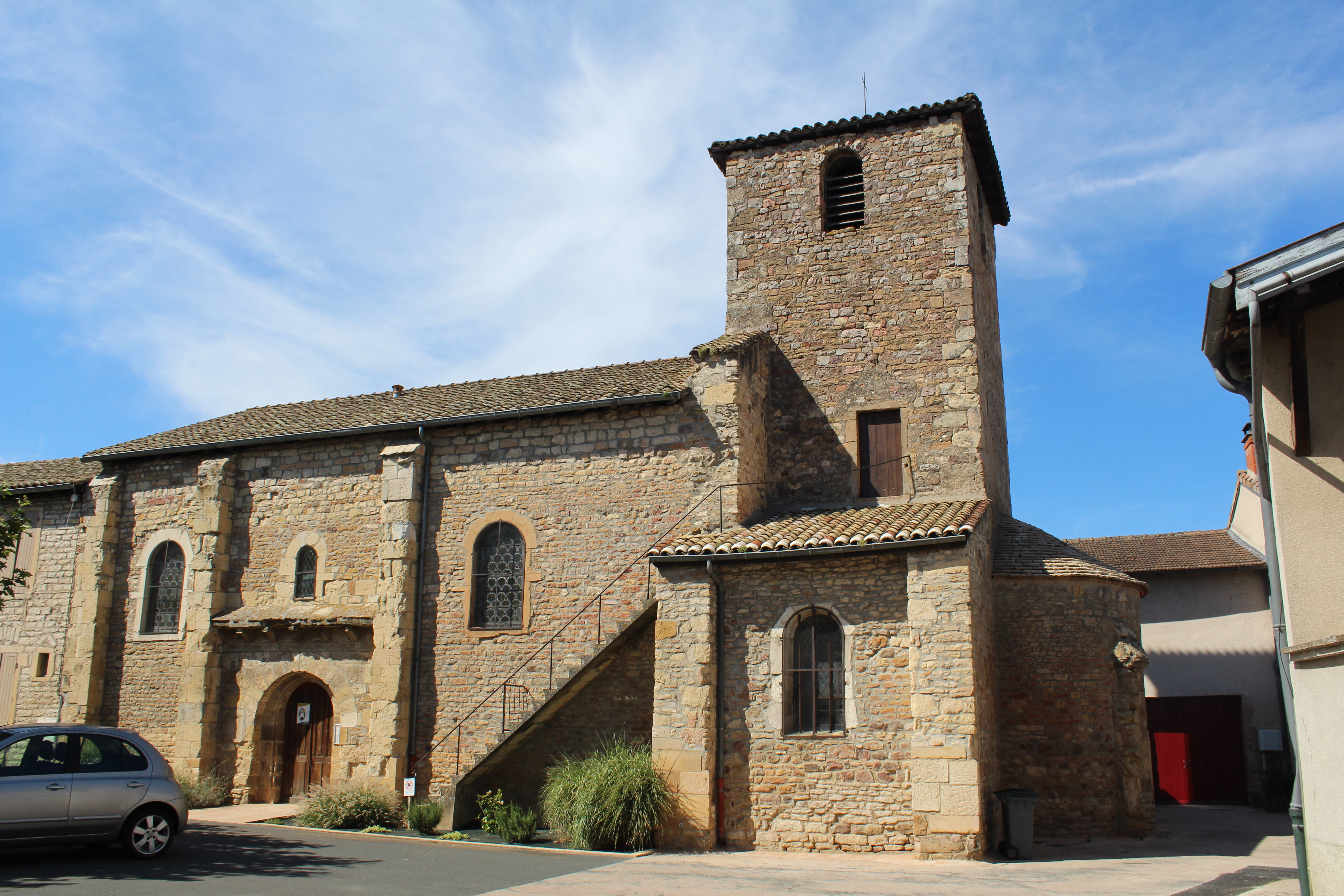
Église Saint-Romain.

- Église Saint-Romain de Saint-Romain-des-Îles : édifice roman des XIe et XIIe siècles témoignant d'un prieuré qui, jusqu'à la Révolution, dépendit de l'abbaye Saint-Philibert de Tournus[21]. Peintures murales du XIVe siècle[22].
- Le château, bâti de 1752 à 1753 par l'abbé Sigorgne pour la marquise Du Deffand (boiseries et peintures murales de l'époque à l'intérieur)[23].

### Héraldique
| Blason de Saint-Symphorien-d'Ancelles | Blason  | Tiercé en pairle renversé : au 1er de sinople à une abeille d'or, au 2e d'or à un crosseron de gueules, au 3e d'azur à trois fasces ondées d'argent, à une ancre de sable brochant et chargée de la couronne du Saint-Empire romain d'or surbrochant. |
| Blason de Saint-Symphorien-d'Ancelles | Détails | L'abeille est attribut de saint Symphorien, patron de la paroisse qui donna son nom à la commune. La volute de crosse est, quant à elle, attribut de saint Romain, patron de la paroisse du hameau de Saint-Romain-des-Îles. Enfin, les ondes représentent la Saône qui arrose la commune, l'ancre rappelle que Saint-Romain-des-Îles fut un grand port sur la Saône et la couronne du Saint-Empire symbolise le traité de Verdun, signé sur l'île d'Ancelles. Adopté le 25 octobre 2021. |

## Pour approfondir